# Johannes Zaaijer (1903-1988)
Johannes Zaaijer (Dirksland, 28 mei 1903 – Zwitserland, 4 juli 1988) was een Nederlands jurist.

## Leven en werk
Zaaijer studeerde rechten aan de Rijksuniversiteit Leiden en promoveerde daar in 1928 op het proefschrift De rechtsdwaling. Eind jaren twintig raakte Zaaijer betrokken bij het Nationaal Comité tegen een Nederlands-Belgische overeenkomst om de positie van de haven van Antwerpen te verbeteren. Pikant is dat Zaaijer hierin samenwerkte met de latere collaborateurs Cornelis van Geelkerken en Anton Mussert.
Zaaijer was van 1945 tot 1949 procureur-fiscaal bij het Bijzonder Gerechtshof te Den Haag. In deze functie speelde hij een toonaangevende rol in de berechting van verdachten van oorlogsmisdaden in Nederland, zoals Max Blokzijl, Anton Mussert, Hanns Albin Rauter en Robert van Genechten. Tegen genoemde vier hoofdpersonen in de bezetting van Nederland eiste hij de doodstraf, die ook bij alle vier werd toegekend.
Tussen 1950 en 1968 was Zaaijer advocaat-generaal bij het gerechtshof in Den Haag.
Zaaijer overleed in 1988 op 85-jarige leeftijd in Zwitserland.

## Publicaties (selectie)
- Johannes Zaaijer: De rechtsdwaling. Proefschrift Leiden. Leiden, S.C. van Doesburgh, 1928
- Johannes Zaaijer: Nederland-Belgie͏̈ . Herziening van het verdrag van 1839.  (Serie Pro en Contra). Baarn, Hollandia-Drukkerij, 1933